# Sauroglossum longiflorum
Sauroglossum longiflorum är en orkidéart som först beskrevs av Rudolf Schlechter, och fick sitt nu gällande namn av Leslie Andrew Garay. Sauroglossum longiflorum ingår i släktet Sauroglossum och familjen orkidéer. Inga underarter finns listade i Catalogue of Life.